# Giggelsberg
Giggelsberg ist ein in der Oberpfalz gelegener Weiler, der ein Gemeindeteil von Kastl ist.

## Lage
Der Ort befindet sich in der Region Oberpfälzer Jura und liegt in der nach Wolfsfeld benannten Gemarkung. Giggelsberg ist einer von 39 Ortsteilen des Marktes Kastl. Der Weiler liegt drei Kilometer nordöstlich von Kastl und Ursensollen ist vier Kilometer entfernt.

## Verkehr
Die Bundesstraße 299 führt direkt am nordwestlichen Ortsrand vorbei. Vom ÖPNV wird der Ort mit der Buslinie 460 des VGN angefahren.

## Kultur und Sehenswürdigkeiten

### Bauwerke
Mit einem aus dem 19. Jahrhundert stammenden Bauernhaus gibt es in der Ortsmitte von Giggelsberg ein denkmalgeschütztes Bauwerk.